# Андроникашвили
Андроникашвили (на грузински: ანდრონიკაშვილები, деца на Андроник) или Ендроникашвили (на грузински: ენდრონიკაშვილები), а от 1826 г. и Андроникови (на руски: Андрониковы), е грузинска благородническа фамилия, чиито представители с ранг на принцове проследяват родословието си до византийската династия на Комнините. Фамилията на Андроникашвилите е играла важна роля в политическия, културния и религиозния живот на Грузия. След руската инвазия в Грузия в началото на 19 век принцовете Андроникашвили приемат руската титла княз и русизираната фамилия Андроникови.
Фамилното име Андроникашвили се споменава за първи път в документи от 16 век, но според семейното предание, неин родоначалник е Алексий Комнин, незаконен син на византийския император Андроник I Комнин от дългогодишната му любовница Теодора Комнина, бивша кралица на Йерусалим. Според преданието след детронацията и садистичното убийство на баща му, Алексий Комнин избягал в Грузия, където бил приет в двора на грузинския цар Георги III Багратиони, който му дал голямо имение в източната част на Грузия, в областта Какхети (Кахетия). Професор Кирил Томанов приема тази семейна легенда за достоверна, но други отричат истинността ѝ.
След руската анексия на Грузия през 1801 г., Андроникашвилите получават княжеска титла и фамилията Андроникови, и постъпват на служба в руската императорска армия.
След болшевишката революция от 1917 г. главата на фамилията Хесе Андроников успява да изпрати семейството си във Франция, а самият той прекарва години из съветските затвори, преди да бъде разстрелян през 1937 г. Неговият син Константин Андроников (1916 – 1997) е френски дипломат, декан на православния институт „Св. Сергий“ в Париж и преводач на трудовете на Сергей Булгаков на френски език.